# アカアシイワシャコ

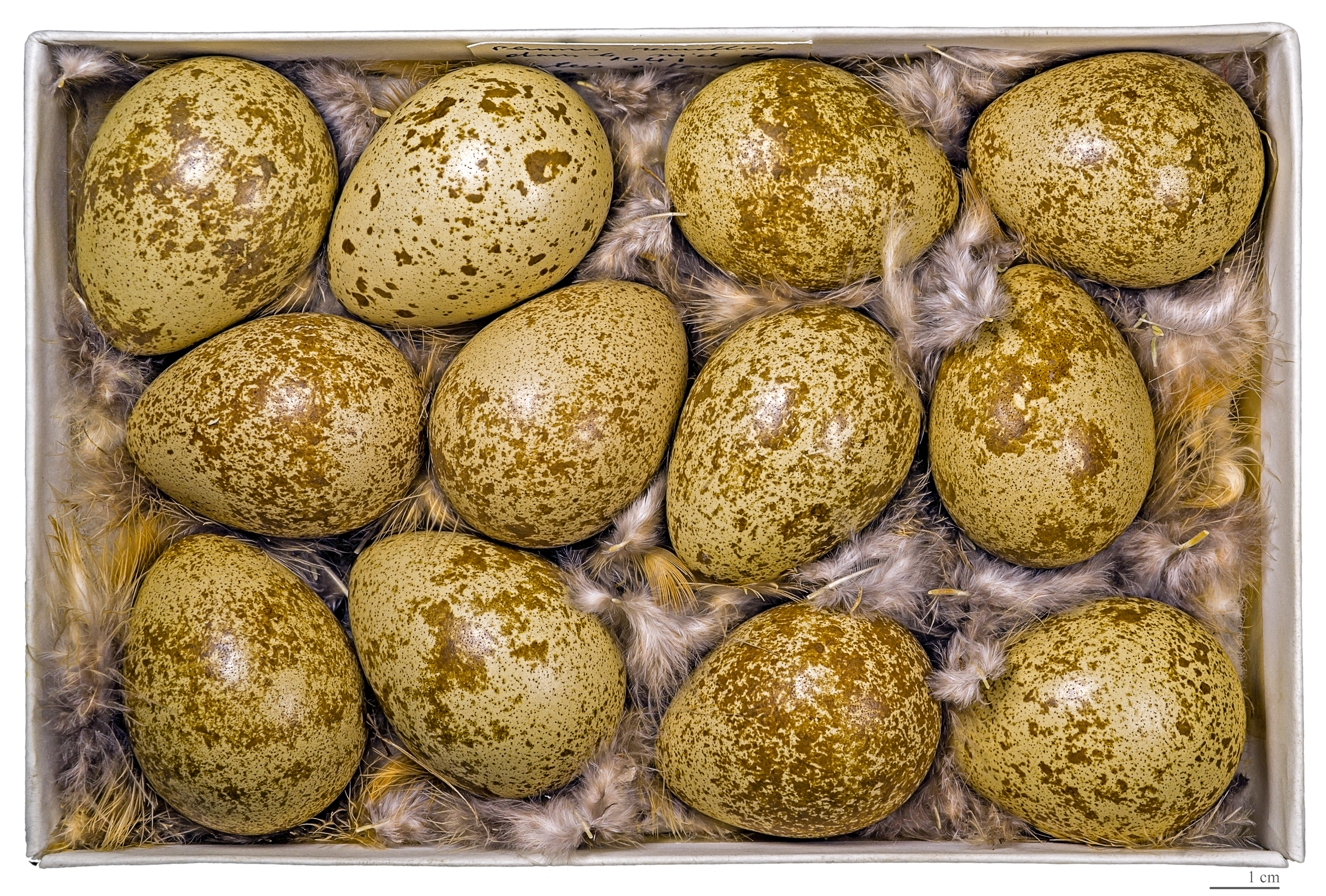
Alectoris rufa rufa

アカアシイワシャコ（赤足岩鷓鴣、学名：Alectoris rufa）は、キジ亜目キジ科の鳥類。狩猟鳥である。

## 形態
丸みを帯びた体つきの鳥で、背部は薄茶色、胸部は灰色、腹部は淡い黄土色。顔は白く、喉元に黒い帯状の模様がある。体側には赤茶色の縞が入り、脚は赤い。

## 生態
渡りをしない留鳥で、主に地上で生活する。危険を察知すると飛ぶよりも走って逃げるが、必要に迫られると丸っこい翼で短距離を飛ぶこともある。乾燥した低地の農地や開けた岩がちの土地などで繁殖し、地上に巣を作って卵を産む。繁殖期以外は群れを作る。
主に種子を食べるが、幼鳥は必須な蛋白質を摂取するために昆虫類を多く捕食する。
鳴き声は3つの音節から成る「カ・チュ・チュ」。
東南ヨーロッパでは近縁種ハイイロイワシャコが同様のニッチを占めている。

## 分布
フランスからイベリア半島にかけての西南ヨーロッパに自然分布する。狩猟鳥として移入されたイングランド南部に帰化している。